# Bojan Homan
Bojan Homan, slovenski politik, poslanec in poslovnež, * 26. julij 1969, Kranj.

## Življenjepis
Bojan Homan, član Slovenske demokratske stranke, je bil leta 2004 izvoljen v Državni zbor Republike Slovenije; v tem mandatu je bil član naslednjih delovnih teles:
- Odbor za kmetijstvo, gozdarstvo in prehrano,
- Odbor za delo, družino, socialne zadeve in invalide in
- Odbor za zadeve Evropske unije.

Rojen je bil 26. julija 1969 v Kranju. Po poklicu je komunalni inženir. Vrsto let je bil zaposlen v Petrolu, kjer je bil tudi predsednik sindikalne enote in tako podrobno spoznal težave trgovskega poklica. Do izvolitve za poslanca Državnega zbora je bil samostojni podjetnik. 
V Slovensko demokratsko stranko je vstopil že v času osamosvojitve Slovenije. Je podžupan Mestne občine Kranj, predsednik Gorenjske regijske koordinacije SDS in podpredsednik mestnega odbora SDS v Kranju. 
Na državnozborskih volitvah leta 2011 je kandidiral na listi SDS.

## Družina
Je poročen in ima dva otroka. Že od otroških let je član gasilskega društva. Več let je bil mladinski mentor, sedaj pa je član upravnega odbora GD Bitnje. 